# 滨江大桥 (广中江高速)
广中江高速滨江大桥，又称“广中江高速西江水道大桥”，位于中国广东省江门市，是一座跨越西江的高速公路铁路斜拉桥。桥长860米，是广中江高速公路（粤高速S6）江门至广州南沙段（原江番高速公路）的重要组成部分。大桥于2013年开工，2017年2月28日主桥合龙，2017年12月28日二期正式通车。2021年12月28日四期正式通車。

## 设计
大桥为双塔中央索面预应力混凝土斜拉桥，桥长860，主跨400米。是广中江高速公路项目TJ04合同段的主要工程，跨径组合为57.5+172.5+400+172.5+57.5米 ，设计为扇形索面，半漂浮体系。桥面宽度达到42米，是中国桥面宽度最宽的斜拉桥。
大桥下部结构采用塔梁支撑体系，主塔采用多变截面独柱异形索塔，寓意“天圆地方”，总高度127米，塔顶高程为+134.53米，桥面以上高度为100.331米。索塔自塔顶以下25米为圆形截面，再以下35米为圆形向正方形过渡段，再以下至塔底为正方形截面变化到矩形截面段（圆曲线顺桥向半径=563.125米，圆曲线横桥向半径=1343.591米）。塔顶截面为直径8.5米的圆形，截面过渡至正方形截面处（塔柱最小尺寸），边长为6.5米，塔底尺寸为14.5×9米（顺桥向×横桥向）。在斜拉索锚固区塔壁内配置预应力钢束。索塔设置实心牛腿，牛腿悬臂长为3.5米，牛腿采用预应力混凝土变高度结构，高2.0米～5.0米，顶底板宽4米。索塔共分23节浇筑，其中牛腿与对应的索塔同步施工。
大桥主桥共有两个主墩，东岸主墩采用29根直径2.5米、深90米的桩基；西岸主墩采用29根直径2.5米、深110米的桩基。
四期工程为全线的最后6公里，包括南沙港铁路在内的3.23公里为公路铁路合建的公铁两用桥，上层为高速公路，下层为客货双线的南沙港铁路。

## 建设进程
- 2012年，中交路桥建设集团中标江番高速公路及江珠高速公路北延线江门四村至顺德均安段TJ04标，合同总金额11.3亿元人民币，工期38个月。该标段全长7.44公里，工程包括西江水道特大桥和6座高架桥，以及路基工程等，总长4097米[11]。
- 2013年4月27日，大桥主墩第一根桩基浇筑完成。此次浇筑的是为西岸3号主墩18号孔基桩混凝土，施工历时17个小时，共浇筑混凝土666立方米[10]。
- 2017年2月28日，大桥主桥合龙[3]。
- 2017年12月28日，大桥与广中江高速公路二期一并正式通车[4]。
- 2021年11月，一座双层铁桥飞跨鸡鸦水道，广中江高速公路四期和南沙港铁路在桥上交汇。四期于同年12月通車[12]。